# Coupe de Pologne de football 2022-2023
Navigation
Coupe de Pologne 2021-2022 Coupe de Pologne 2023-2024
La Coupe de Pologne de football 2022-2023 (Puchar Polski w piłce nożnej 2022-2023 en polonais, ou Fortuna Puchar Polski 2022-2023 pour des raisons de parrainage) est la 69e édition de la Coupe de Pologne, qui oppose chaque année les clubs des trois premières divisions de Pologne ainsi que les seize vainqueurs des coupes régionales.
Le vainqueur de l'épreuve se qualifie pour le deuxième tour de qualification de la Ligue Europa Conférence 2023-2024.

## Compétition

### Quarts de finale
Les quarts de finale se déroulent le 28 février et le 1er mars 2023.
| Club recevant            | Score | Club visiteur          |
| ------------------------ | ----- | ---------------------- |
| Lechia Zielona Góra (D4) | 0 - 3 | Legia Varsovie (D1)    |
| Pogoń Siedlce (D3)       | 0 - 1 | Górnik Łęczna (D2)     |
| KKS 1925 Kalisz (D3)     | 3 - 0 | Śląsk Wrocław (D1)     |
| LKP Motor Lublin (D3)    | 0 - 3 | Raków Częstochowa (D1) |

### Demi-finales
Les demi-finales se déroulent le 4 et 5 avril 2023.
| Club recevant        | Score | Club visiteur          |
| -------------------- | ----- | ---------------------- |
| KKS 1925 Kalisz (D3) | 0 - 1 | Legia Varsovie (D1)    |
| Górnik Łęczna (D2)   | 0 - 1 | Raków Częstochowa (D1) |

### Finale
| Finał Pucharu Polski         | Legia Varsovie    | 0 – 0                 | Raków Częstochowa | Stade national de Varsovie, Varsovie |                         |
| 2 mai 2023 16 h 00 UTC+02:00 |                   | (0 – 0, 0 – 0, 0 – 0) |                   | Arbitrage : Piotr Lasyk              | Arbitrage : Piotr Lasyk |
| 2 mai 2023 16 h 00 UTC+02:00 | Tirs au but 6 - 5 |                       |                   | Arbitrage : Piotr Lasyk              | Arbitrage : Piotr Lasyk |